# Agorius kerinci
Agorius kerinci là một loài nhện trong họ Salticidae.
Loài này thuộc chi Agorius. Agorius kerinci được Jerzy Prószyński miêu tả năm 2009.